# Rikako Aikawa
Rikako Aikawa (jap. 愛河 里花子 Aikawa Rikako; ur. 7 października 1967 w Prefekturze Kanagawa jako Nahomi Kawazoe) – japońska seiyū i była aktorka dziecięca, związana z Atomic Monkey. Jest również znana jako specjalistka od łamania języka w języku japońskim.
Od 1992 roku jej mężem jest Mitsuo Iwata, z którym ma jedno dziecko.

## Role głosowe
- 1992: Tomatoman – Tomatoman
- 1993: Little Women II: Jo's Boys – Ned
- 1996: Baby & Me – sześciolatek
- 1997: Pokémon –
  - Jun (Joe),
  - Matka Hajime (matka Arnolda),
  - Anne,
  - Ralph,
  - Shō (Zackie),
  - Otane (Pani Bellows),
  - Tamao,
  - Mason,
  - Caterpie,
  - Transel (Metapod),
  - Butterfree,
  - Zenigame (Squirtle),
  - Laplace (Lapras),
  - Crab (Krabby),
  - Koduck (Psyduck),
  - Rokon (Vulpix),
  - Kongpang (Venonat),
  - Utsudon (Weepinbell),
  - Utsubot (Victreebel),
  - Bulu (Snubbull),
  - Granbulu (Granbull),
  - Lisa (Charla)
- 2000: Hamtaro – wielkie przygody małych chomików –
  - Koushi (Łatek),
  - Don-chan (Brandy)
- 2003: Planetes – Serie
- 2006: D.Gray-man – Akuma w kształcie chmury
- 2006: Shijō saikyō no deshi Ken’ichi – Numer 20
- 2008: To Love-Ru – Stella